# Charles François Berton
Charles François Berton (* 16. September 1820 in Paris; † 18. Januar 1874 ebenda) war ein französischer Schauspieler.

## Leben
Charles François Berton trat 1836 in Paris ins Konservatorium ein, errang den ersten Preis im Lustspiel, debütierte aber 1837 im Théâtre français mit wenig Glück; er ging daher zum Vaudeville-Theater, nach dessen baldigem Schluss aber von neuem zum Théâtre français, wo er nun im Menteur reüssierte. Unter Duprez’ Leitung vervollkommnete er sich auch im Gesang und folgte später als Sänger einem glänzenden Anerbieten nach Wien und Sankt Petersburg. Hier war er von 1846 bis 1853 der Nachfolger Bressants, den er später am Gymnasetheater ersetzte. Gefeiert in Stücken wie Diane de Lys, Le gendre de Mr. Poirier, Demi-Monde und anderen Sensationsstücken des modernen Repertoires, galt er für einen der besten Darsteller dieses beliebten Genres. Er ging später zum zweiten Mal nach Russland, wo er, ohne sich an ein Fach zu binden, die ersten Rollen spielte. Nach seiner Rückkehr nach Paris (1860) wirkte er mehrere Jahre am Gaitétheater und errang dann als Marquis de Villemer von George Sand im Odéon, noch mehr 1866 als Baron d’Estrigaud in Augiers Contagion und 1867 als Prinz Condé in Bouilhets Conjuration d’Amboise große Erfolge. Er spielte danach noch auf verschiedenen Boulevardtheatern, darunter 1869 in der Porte St. Martin in Sardous Patrie. Seit einiger Zeit in Melancholie, zuletzt in Irrsinn verfallen, starb Berton am 18. Januar 1874 im Alter von 53 Jahren in Paris.
Seine Frau (seit 1842) Karoline Berton, Tochter seines früheren Lehrers Samson, machte sich durch Romane, Novellen und Proverbes bekannt. Ihre Nürnberger Puppe wurde auch in Deutschland gegeben. Beider Sohn Peter Berton, der 1843 zu Paris geboren wurde, gehörte viele Jahre lang dem Gymnasetheater an und spielte erste Liebhaber in Scribeschen Stücken wie die des neueren Repertoires. 1871 ging er nach Bordeaux und wurde im folgenden Jahr Mitglied der Pariser Comédie française. Er war auch Verfasser mehrerer dramatischer Arbeiten.